# Stolper Schwelle
Koordinaten: 55° 22′ N, 16° 39′ O
Die Stolper Schwelle ist eine unterseeische Schwelle in der mittleren Ostsee zwischen Pommern und der schwedischen Insel Öland.
Sie erstreckt sich von der Stolpe-Bank nördlich von Ustka, dem ehemaligen Stolpmünde, nach Norden und trennt zwei Seebecken der Ostsee voneinander, das bis zu 105 Meter tiefe Bornholmer Becken im Westen von der nördlich entlang der Stolpe-Bank verlaufenden Stolper Rinne und damit von dem östlichen Gotland-Becken mit dem Danziger Becken (110 m), dem Gotlandtief (249 m), dem Farötief (205 m) und der Rigaer Bucht im Osten.
Mit ihrer Satteltiefe (tiefster Punkt) von 60 m behindert die Stolper Schwelle, wie bereits weiter westlich die Darßer Schwelle (18 m Satteltiefe) zwischen Fischland-Darß-Zingst und Falster, den Wasseraustausch zwischen westlicher und zentraler Ostsee, namentlich den Einstrom salz- und sauerstoffreichen Tiefenwassers aus dem Kattegat und der Nordsee. Das hat zur Folge, dass es in den tiefen Becken der zentralen und östlichen Ostsee zu Stagnationsperioden mit drastisch abnehmenden Salz- und Sauerstoffkonzentrationen und teils drastischer Zunahme der Schwefelwasserstoffkonzentrationen und damit äußerst lebensfeindlichen Bedingungen kommt. Diese Stagnationsperioden können nur durch den Einstrom größerer Mengen von salzreichem Wasser aus der Nordsee unterbrochen werden, die als Salzwassereinbrüche bezeichnet werden und zu einer Erneuerung des Tiefenwassers führen.